# キエフ音楽院の人物一覧
キエフ音楽院の人物一覧は、キエフ音楽院に関係する人物の一覧記事。

## 著名な教職員

### 器楽奏者
- パウル・コハンスキ
- アレクセイ・ゴロホフ
- セルゲイ・タルノフスキー
- シモン・バレル

### 作曲家
- ヴィクトル・コセンコ
- フェリックス・ブルーメンフェルト
- ボリス・リャトシンスキー

### 音楽学者
- ユゼフ・トゥルチンスキ

### その他
- アレクサンドル・クリモフ

## 卒業生

### 器楽演奏家
- ヴァレリー・クリモフ
- レオ・シロタ
- ヴィクトル・ピカイゼン
- アレクサンダー・ブライロフスキー
- オレクシイ・フルィニューク
- セルゲイ・ポポフ
- ウラディミール・ホロヴィッツ
- ヴァレンティーナ・リシッツァ

### 作曲家
- ヴァレンティン・シルヴェストロフ
- ヴァーノン・デューク
- アルカディ・フィリペンコ
- ボリス・リャトシンスキー

### その他
- アレクサンドル・クリモフ
- ローマン・コフマン
- イーゴリ・ブラジュコフ
- ナタン・ラフリン